# Old MacDonald Had a Farm
Old MacDonald Had a Farm (česky Strýček Donald farmu měl nebo ve volnějším překladu Jó MacDonald ten si žil) je populární americká dětská písnička, jejíž autor je neznámý.

## Text
V písni se vyjmenovávají zvířátka žijící na statku a napodobují se jejich charakteristické zvuky. Postupně se přidávají další sloky podle jednotného schématu:

Old MacDonald had a farm, EE-I-EE-I-O, 

And on that farm he had a animal name, EE-I-EE-I-O, 

With a animal noise twice here and a animal noise twice there 

Here a animal noise, there a animal noise, everywhere a animal noise twice

Old MacDonald had a farm, EE-I-EE-I-O. 

## Historie
Původ písně je nejasný. První věrohodně doložený záznam je ve zpěvníku Fredericka Thomase Nettleinghama z roku 1917. Tam se ještě farmář jmenuje McDougal a farma leží v Ohio (zkomolením patrně vznikla akustická konstanta ee-i-ee-i-o). Kořeny bývají spatřovány v písni anglického skladatele Toma Durfeyho z roku 1720, v níž zní jeden verš "Boo here and boo there and boo everywhere". První dochovanou nahrávku písně Old MacDonald Had a Farm pořídil countryový houslista a zpěvák Gid Tanner pro Columbia Records v roce 1927. Od té doby ji zpívali mnozí známí interpreti, např. Frank Sinatra, Elvis Presley, Ella Fitzgeraldová, Kelly Family nebo Nikki Yanoffská.

## Překlady
Píseň se rozšířila po celém světě, často je využívána při výuce angličtiny. Příklady cizojazyčných verzí:

v Egyptě jako Geddo Ali (Strýček Ali)

ve slovinštině Na kmetiji je lepo

italsky Nella Vecchia Fattoria

Švédové zpívají Per Olsson hade en bonnagaard 

čínská podoba písně začíná Wang lao xiansheng yo kuai di'a (pinyin)